# Ana Reeves
Ana Albertina del Carmen Reeves Salinas (Santiago, 22 de diciembre de 1948) es una actriz, directora, docente y académica chilena.  
Es Decana de la Facultad de Artes de la Universidad de Artes, Ciencias y Comunicación (UNIACC) y,  miembro de número de la Academia Chilena de Bellas Artes, cargo que asumió en 2021.

## Biografía
Es hija única de Alberto Reeves y Ana Luisa Salinas. Nació en Santiago, en la Maternidad Florence Nightingale, ubicada en calle Alameda. El edificio –actual Colegio de Arquitectos– fue declarado Monumento Nacional de Chile en 2010.
A la edad de 17 años, Reeves ingresó a estudiar teatro en la Escuela de Arte Dramático de la Pontificia Universidad Católica de Chile (PUC). Egresó como actriz en 1967. Obtuvo su título profesional en 2024.

## Carrera artística
Su primera obra profesional fue cuando se encontraba en segundo año de la escuela de teatro, cuando el director Fernando Colina la eligió para actuar en Casimiro Vico, primer actor de 1965, al lado de Justo Ugarte, Violeta Vidaurre y Ramón Núñez.
Su debut en cine lo realizó en el filme La Colonia Penal de Raúl Ruiz en 1970. 
Durante su carrera televisiva logró mayor popularidad en el público chileno por sus personajes en las producciones dramáticas como La represa (1984), Estúpido cupido (1995), Tic Tac (1997),  Aquelarre (1999), Amores de mercado (2001) y Purasangre (2002) de la estación televisiva TVN, cadena de televisión que participó durante veintiocho años y que la mantiene sin contrato tras su última participación en la producción La familia de al lado (2010).
También ha dirigido piezas teatrales y se desempeña como directora de la Escuela de teatro & Comunicación Escénica de la Universidad de Artes, Ciencias y Comunicación (Uniacc) y como vicepresidenta de Chileactores.
Ana participa en el Comité Consultivo del Consejo de la Cultura y las Artes, cargo al que llegó gracias al reconocimiento de sus colegas, mismo reconocimiento recibido por la Asociación de Periodistas de Espectáculos, Premios APES, que la distinguió como la Mejor actriz de comedia, por su participación en la teleserie Versus.
En 2018 recibió un homenaje por el Sindicato de Actores de Chile a su trayectoria.
El 2022 fue condecorada como hija ilustre de Providencia.

## Vida personal
En 1972, contrajo matrimonio en Chile con el ingeniero argentino, José Norberto Galay. El matrimonio residió en Buenos Aires, donde la actriz impartió clases de actuación. Regresó a su país, tras la anulación de su matrimonio en 1983. No tuvo hijos.
Ana Reeves padece de Temblor esencial (TE) desde su nacimiento. «A veces lo confunden con la enfermedad de Parkinson (EP) pero nada que ver, Katharine Hepburn también lo vivió; para que vean: soy glamorosa hasta para las enfermedades», afirmó Reeves en agosto de 2019.
La actriz mantuvo una amistad muy importante con Tomás Vidiella (1937-2021) y Felipe Camiroaga (1966-2011). Reeves ha reconocido a las actrices Bélgica Castro, María Cánepa, Silvia Piñeiro, Ana González y Marés González, junto a los con directores Fernando González, Fernando Colina y Eugenio Dittborn, como sus grandes referentes del teatro.

## Filmografía
| Año  | Película                        | Personaje       | Director               |
| ---- | ------------------------------- | --------------- | ---------------------- |
| 1970 | La Colonia Penal                |                 | Raúl Ruiz              |
| 1972 | Operación Alfa                  | Visitante       | Enrique Urteaga        |
| 1999 | Last Call                       | La madre        | Christine Lucas        |
| 1999 | El chacotero sentimental        | Madre de Johnny | Cristián Galaz         |
| 2005 | El tiempo que quieran           | Auristela       | Pedro Ayala            |
| 2008 | Freezer                         | Menche          | Valentina Berstein     |
| 2008 | Mansacue                        | Elba            | Marco Enríquez-Ominami |
| 2009 | La nana                         | Sonia           | Sebastián Silva        |
| 2010 | Sobre la mesa                   | Gladys          | Francisca Alegría      |
| 2014 | Desastres naturales             | Raquel          | Bernardo Quesney       |
| 2017 | ...Y de pronto el amanecer      | Doña Maruja     | Silvio Caiozzi         |
| 2017 | Se busca novio... para mi mujer |                 | Diego Rougier          |
| 2018 | The Sutherland School           | Ana María Torre | Iñaki Velasquez        |
| 2021 | Al mar                          | Irma            | Marco Núñez            |
| 2024 | Perra vida                      | Marta           | Gabriela Sobarzo       |

## Televisión

### Telenovelas
| Año  | Título                   | Papel                     | Canal               |
| ---- | ------------------------ | ------------------------- | ------------------- |
| 1982 | Bienvenido hermano Andes | Yolanda Villarroel        | Canal 13            |
| 1983 | Las herederas            | Brígida Neira             | Canal 13            |
| 1984 | La represa               | Lucinda Velero            | Televisión Nacional |
| 1984 | La torre 10              | Blanca Menares            | Televisión Nacional |
| 1985 | Morir de amor            | Magdalena Suárez          | Televisión Nacional |
| 1988 | Semidiós                 | Rosario Fernández         | Canal 13            |
| 1988 | Vivir así                | Adriana Martínez          | Canal 13            |
| 1989 | A la sombra del ángel    | Elvira Méndez             | Televisión Nacional |
| 1990 | El milagro de vivir      | Margarita Troncoso        | Televisión Nacional |
| 1991 | Volver a empezar         | Hortensia Chacón          | Televisión Nacional |
| 1992 | Trampas y caretas        | Leticia Mancini           | Televisión Nacional |
| 1993 | Jaque mate               | Elvira Tapia              | Televisión Nacional |
| 1993 | Ámame                    | Rosa Castellot            | Televisión Nacional |
| 1994 | Rompecorazón             | Corina Parraguez          | Televisión Nacional |
| 1995 | Estúpido cupido          | Rebeca Órdenes            | Televisión Nacional |
| 1996 | Sucupira                 | Carmen Salinas            | Televisión Nacional |
| 1997 | Tic Tac                  | Victoria Grant            | Televisión Nacional |
| 1998 | Iorana                   | Minerva Barros            | Televisión Nacional |
| 1998 | Borrón y cuenta nueva    | Evangelina Cruz           | Televisión Nacional |
| 1999 | Aquelarre                | Graciela Ponce            | Televisión Nacional |
| 2000 | Santo ladrón             | Leticia Palma             | Televisión Nacional |
| 2001 | Amores de mercado        | Alicia Rubilar            | Televisión Nacional |
| 2002 | Purasangre               | Apolonia Soto             | Televisión Nacional |
| 2003 | Pecadores                | Gloria Torres             | Televisión Nacional |
| 2004 | Los Pincheira            | Madre Contemplación       | Televisión Nacional |
| 2004 | Destinos cruzados        | Emma Tapia                | Televisión Nacional |
| 2005 | Versus                   | Enriqueta Vergara         | Televisión Nacional |
| 2006 | Floribella               | Nilda ''Memé'' Amunátegui | Televisión Nacional |
| 2007 | Amor por accidente       | Luciana Hinojosa          | Televisión Nacional |
| 2008 | Hijos del Monte          | Berta Soto                | Televisión Nacional |
| 2009 | Los ángeles de Estela    | Lina Lumbrera             | Televisión Nacional |
| 2010 | La familia de al lado    | Mabel Vergara             | Televisión Nacional |
| 2017 | Wena profe               | Marta Contreras           | Televisión Nacional |

### Series y miniseries
| Año  | Título                            | Papel            | Canal               |
| ---- | --------------------------------- | ---------------- | ------------------- |
| 1972 | La sal del desierto               | Rita             | Televisión Nacional |
| 1998 | Mi abuelo, mi nana y yo           | Bartolina Barros | Televisión Nacional |
| 2011 | 12 días que estremecieron a Chile | Berta            | Chilevisión         |
| 2013 | Infieles                          | Olga             | Chilevisión         |
| 2013 | Bim Bam Bum                       | Miriam Nassif    | Televisión Nacional |
| 2015 | Los años dorados                  | Dolores Peña     | UCV                 |
| 2015 | Fabulosas Flores                  | Manuela Flores   | La Red/ Netflix     |
| 2017 | Lo que callamos las mujeres       | Yolanda          | Chilevisión         |
| 2017 | Vidas en riesgo                   | María            | Chilevisión         |
| 2019 | Los Espookys                      |                  | HBO                 |
| 2020 | El Presidente                     | Fátima Eltit     | Prime Video         |
| 2020 | Los Carcamales                    | Martita          | Canal 13            |

### Programas
- Jappening con ja (1986-1989) - Amanda Echazarreta.
- Planeta kiosco (TVN,2003) - Ella misma.
- Sin maquillaje (TVN,2014) - Actriz Invitada

## Teatro
El siguiente listado son algunas de las obras que ha participado Reeves.
- 1965 - Casimiro Vico, primer actor (autor: Armando Moock)
- 1969 - Nos tomamos la universidad (autor: Sergio Vodanovic)
- 1970 - Antígona (autor: David Gaitán)
- 1972 - La Celestina (autor: Fernando de Rojas)
- 1982 - Mamá Rosa (autor: Fernando Debesa)
- 1983 - La última edición (autor: Jorge Marchant)
- 1986 - Buenas noches, mamá (autora: Marsha Norman)
- 2010 - El último fuego (autor: Luis Ureta)
- 2017 - Alameda (Autor: Cesar Farah)
- 2018 - Mi hijo sólo camina un poco más lento (autor: Ivor Martinic)
- 2019 - Todos mienten y se van (autor: Alejandro Sieveking)
- 2019 - El desmontaje de los Pereira (autor: Pablo Greene)
- 2022 - Atlantium (autor: Pablo Greene)
- 2023 - Como si pasara un tren (autor: Emilia Noguera)
- 2025 - Eloísa (autor: Emilia Noguera y Andrés Kalawski)

## Vídeos musicales
| Año  | Título            | Artista      | Dirección       |
| ---- | ----------------- | ------------ | --------------- |
| 2016 | Solo quiero darte | Los Boloccos | Patricio Loutit |

## Premios
| Año  | Premio                                   | Producción              | Categoría                             | Resultado |
| ---- | ---------------------------------------- | ----------------------- | ------------------------------------- | --------- |
| 2005 | Premios APES                             | Versus                  | Mejor actriz en comedia               | Ganadora  |
| 2009 | Premio Pedro Sienna                      | La nana                 | Mejor actriz secundaria en cine       | Ganadora  |
| 2010 | Premio Altazor de las Artes Nacionales   | La nana                 | Mejor actriz de cine                  | Nominada  |
| 2013 | Festival de Cine Latinoamericano Rosario | El reencuentro          | Mejor interpretación femenina en cine | Ganadora  |
| 2019 | Premios Caleuche                         | Y de pronto el amanecer | Mejor Actriz de reparto en cine       | Ganadora  |

## Reconocimientos
- Medalla a la Trayectoria por los 75 años del Teatro Experimental de la Universidad de Chile, 2016.
- Reconocimiento a la Trayectoria en el Festival de Cine Chileno (Fecich), en 2018.
- Premio Marés a la Trayectoria Artística Televisiva, 2023.
- Declarada «Hija Ilustre» de Providencia, 2022.[14]